# Middlesex (Carolina del Nord)
Middlesex è un comune degli Stati Uniti d'America, situato in Carolina del Nord, nella contea di Nash.